# بيز نونا
بيز نونا (بالإنجليزية: Piz Nuna)‏ هو أحد جبال سلسلة جبال الألب سيسفيينا ويقع في كانتون غراوبوندن في سويسرا. يحتل المرتبة رقم 169 في قائمة جبال سويسرا من حيث الارتفاع، إذ يبلغ ارتفاعه حوالي 3123 متر، بينما يبلغ ارتفاع نتوء الجبل 535 متر، هذا وقد سجل أول وصول لقمة الجبل عام 1886.